# ويندوز هوم سيرفر
ويندوز هوم سيرفر أو ويندوز الخادم المنزلي (بالإنجليزية: Windows Home Server)‏ هو نظام تشغيل يخص الخادم المنزلي من مايكروسوفت، يطلق عليه اختصاراً ((WHS)). تم الإعلان عنه في 7 كانون الثاني / يناير 2007، في معرض الإلكترونيات الاستهلاكية من قبل بيل غيتس، يهدف ويندوز المخدم المنزلي كحل مقدم إلى المنازل المتعددة الأجهزة المرتبطة مع بعضها البعض لغرض تشارك الملفات ، النسخ الاحتياطية التلقائية، والتحكم بالوصول.
تم إطلاق صناعة برنامج ويندوز المخدم المنزلي في 16 تموز / يوليو 2007.

## السمات
- الاحتياطي المركزي  - الاحتياط متاح إلى عشرة حواسب شخصية، باستخدام تقنية المخزون الوحيد-المحتوى لتجنب النسخ المتعددة للملف الواحد، حتى لو كان هذا الملف موجود على أجهزة حواسب شخصية متعددة.
- المراقبة الصحية  – التي تتابع الحالة الصحية لكل أجهزة الحاسب الشخصية على الشبكة، بما في ذلك برامج مضاد الفيروسات والجدار الناري الموجودة على هذا المخدم.
- تشارك الملفات – توفر لأجهزة الحواسب تشارك الشبكة تخزين الملفات عن بعد، تعمل بوصفها جهاز مخزن ملحق- بالشبكة. الفئات المنفصلة تزود بأنواع ملفات معروفة مثل الوثائق، الموسيقى، الصور، الملفات المصورة. هذه الملفات ستكون مفهرسة من أجل سرعة البحث.
- تشارك الطابعات  – يتيح مخدم الطابعة المركزي معالجة وظائف الطباعة لجميع المستخدمين على هذه الشبكة.
- نسخة الظل /الاحتياط  [لغات أخرى]‏ - يستفيد من خدمة حجم نسخة الظل / الاحتياط لإتخاذ لقطات في أوقات معينة عن الإصدارات القديمة من الملفات التي ينبغي استعادتها في الوقت المطلوب.
- العملية اللامركزية  – لا حاجة للشاشة أو للوحة مفاتيح لإدارة هذا الجهاز. إدارة التحكم تقوم باستخدام لوحة تحكم ويندوز المخدم المنزلي بالبرامج المقدمة على شكل حزمة. وتدعم أيضاً اتصالات أجهزة الحواسب البعيدة بالمخدم في وقت اتصالها بنفس الشبكة المحلية.
- بوابة وصول التحكم  -- تسمح بوصول التحكم على أي جهاز حاسب متصل على الشبكة عبر الإنترنت.
- البث الحي – بإمكان البث الحي إلى لوحة تحكم إكس بوكس 360 أو غيرها من الأجهزة بدعم ويندوز ربط الوسائط (بالإنجليزية: Windows Media Connect)‏.
- تكرار البيانات – للقيام بالدفاع ضد سواقة قد يصيبها خلل ما، وعدم تكرار البيانات عبر عدة سواقات.
- المخزن الموسع  – يزود بمساحة مخزن موسع بشكل سهل وواحد، مزيلاً بذلك الحاجة إلى على واحد وموحد للتوسيع مساحة التخزين بسهولة، وبذلك تنتفي الحاجة إلى إحالة حروف السواقة
- التمدد من خلال إضافة-التركيبات –إضافة- التركيبات تسمح لمطوري الطرف –الثالث بتمديد / توسيع سمات ووظائف المخدم. إضافة-التركيبات يمكن تطويرها باستخدام أداة تطوير البرمجيات بويندوز المخدم المنزلي، لتقديم خدمات إضافية إلى أجهزة حواسب العملاء أو العمل مع البيانات على المخدم. إضافة-التركيبات يمكن أن تكون تطبيقات في إيه إس بي دوت نت، واستضافت في مخدمات معلومات الإنترنت 6 بالعمل على ويندوز المخدم المنزلي.

## التوافقية
الميزات المتكاملة لويندوز المخدم المنزلي مع ويندوز إكس بي وويندوز فيستا من خلال تركيب البرمجيات. الملفات المخزنة على ويندوز المخدم المنزلي يمكن أن تكون متاحة من خلال كتلة رسالة المخدم (بالإنجليزية: Server Message Block)‏ بتشارك ويندوز، التوافقية المفتوحة على طائفة واسعة من أنظمة التشغيل.
دمج خدمة الملف التشاركي الموجود من أجل آلة الزمن (بالإنجليزية: Time Machine (Apple software))‏ بنظام تشغيل ماكنتوش التي سبق وتم النظر بها، ولكن استناداً على إطلاق نظام تشغيل ماكنتوش إكس ليوبارد، شركة آبل قد قامت بإزالة المقدرة على استخدام بروتوكول ملف تشارك كتلة رسالة المخدم.
ويندوز المخدم المنزلي ليس له قدرة نطاق تحكم ولا يستطيع الانضمام إلى نطاق ويندوز المخدم (بالإنجليزية: Windows Server domain)‏.

## الحد الأدنى من متطلبات النظام
الحد الأدنى من المواصفات التي يجب أن تتوفر بنظام التشغيل هي ما يلي:
- 1.0 غيغاهيرتز انتل بنتيوم 3 (أو ما يعادله) من وحدات معالجة مركزية
- 512 ميغابايت ك ذاكرة الوصول العشوائي
- 70 جيجابايت القرص الصلب، باعتبارها محرك الأقراص hgأساسي
- 100 ميغابت/الثانية سواقة إيثرنت سلكية
- سواقة قابلة لتشغيل أقراص الدي في دي
- شاشة عرض
- لوحة مفاتيح وفأرة

سيكون هنالك أجهزة مخصصة لنظام التشغيل المركب والذي يمكنه التزويد بقرص مخدم احتياطي الذي يعيد شحن نظام التشغيل من خلال اتصال شبكة العمل.